# Post-left anarki
Post-left anarki, også kendt som post-anarkisme, er en anarkistisk filosofi, som benytter sig af poststrukturalistiske og postmoderne tilgange. Post-left anarki er ikke en enkel kohærent teori, men rettere en form af anarkisme som henviser til de samlede værker af mange post-modernister og post-strukturalister, såsom Michel Foucault, Gilles Deleuze, Jacques Lacan, Jacques Derrida, Jean Baudrillard; postmodernistiske feminister såsom Judith Butler; samt de klassiske anarkister og libertarianistiske filosoffer såsom Zhuang Zhou, Emma Goldman, Max Stirner, og Friedrich Nietzsche.
 Der er for få eller ingen kildehenvisninger i denne artikel, hvilket er et problem. Du kan hjælpe ved at angive troværdige kilder til de påstande, som fremføres i artiklen.